# 生態層次分析
生態層次分析(Ecological levels of analysis)是立基在Bronfenbrenner的「人類生態論」(human ecology)。由於人類與環境是相互影響，單一事件或問題可能有多重原因所導致，故透過不同的生態層次分析將有助瞭解社區心理學(community psychology)領域強調的重要議題。

## 人類生態系統理論的發展
1979年，Bronfenbrenner創立「人類生態論」(human ecology)，其強調社會脈絡影響人類發展的重要性，此生態觀點(ecological systems theory)影響到發展心理學(developmental psychology)與社區心理學兩個領域。
James Kelly與Edison Trickett等人首先提出人類身處在生態環境中的「相互依存」(interdependence)、「資源循環」(cycling of resource)、「適應」(adaptation)、「演替」(succession)等四項原則，這些假設對於呈現社會環境動力過程概況的具有相關貢獻，並且有助據此發展出相關預防介入的社區方案或形成社會改變的行動。

## 社區心理學的生態系統分析
社區心理學的生態系統分析主要有「個人」(individuals)、「微系統」(microsystems)、「組織」(organizations)、「地域」(localities)、「鉅系統」(macrosystems)等五個層次，茲分述如下：  
1. 個人。
2. 微系統：家庭、朋友網絡、班級教室、宿舍、工作群組、自助團體、音樂或合唱團體、運動隊伍、軍事部隊等。
3. 組織：助人服務與健康照護環境、處遇方案、學校、職場、鄰里協會、合作建屋單位、宗教團體、在地商業或勞工團體、社區聯盟等。
4. 地域：鄰里、城鎮、鄉村地區、都市等。
5. 鉅系統：文化、社會、政府、政黨、社團法人、國際機構、大眾媒體、網路、社會運動、廣泛的經濟與社會力量、信仰系統、全球化等。

## 人類生態系統理論與實務的開拓者
- Urie Bronfenbrenner
- James Kelly
- Abraham Wandersman

## 延伸閱讀
- Kelly, James G. . Oxford University Press]. 2006. ISBN 0-19-517379-1.
- Wandersman, Abraham; Robert Hess. . The Haworth Press]. 1985. ISBN 0-86656-391-1.
- Altman, Irwin; Abraham Wandersman. . Plenum Press]. 1987. ISBN 0-306-42513-0.

## 外部連結
- 社區心理學實務平台 （页面存档备份，存于）